# Brittiska ostindiska kompaniets styrelseordförande
Styrelseordförande för Brittiska ostindiska kompaniet under den tid man hade överhögheten över de brittiska områdena i Indien. Med styrelseordförande avses presidenten för det av parlamentet sedan 1784 tillsatta Board of Commissioners for the Affairs of India vanligen kallad Board of Control. Presidenten var vanligen medlem av kabinettet och fungerade i praktiken som minister för Indien. Från kompaniets grundande fanns det en av aktieägarna tillsatt direktion i London, Court of Directors, vilken från 1784 fungerade parallellt med den politiskt tillsatta styrelsen. 
- 1784-1790  Thomas Townshend, 1:e viscount Sydney
- 1790-1793  William Grenville, 1:e baron Grenville
- 1793-1801  Henry Dundas
- 1801-1802  George Legge, 3:e earl av Dartmouth
- 1802-1806  Robert Stewart, viscount Castlereagh
- 1806-1806  Gilbert Elliot
- 1806-1806  Thomas Grenville
- 1806-1807  George Tierney
- 1807-1809  Robert Dundas
- 1809-1809  Dudley Ryder, 1:e earl av Harrowby
- 1809-1812  Robert Dundas
- 1812-1816  Robert Hobart, 4:e earl av Buckinghamshire
- 1816-1821  George Canning
- 1821-1822  Charles Bathurst
- 1822-1828  Charles Williams-Wynn
- 1828-1828  Robert Dundas, 2:e viscount Melville
- 1828-1830  Edward Law, 2:e baron Ellenborough
- 1830-1834  Charles Grant
- 1834-1835  Edward Law, 2:e baron Ellenborough
- 1835-1841  Sir John Cam Hobhouse
- 1841-1841  Edward Law, 2:e baron Ellenborough
- 1841-1843  William Vesey-FitzGerald, 2:e baron Fitzgerald och Vesey
- 1843-1846  Frederick John Robinson, 1:e earl av Ripon
- 1846-1852  Sir John Cam Hobhouse
- 1852-1852  Fox Maule
- 1852-1852  John Charles Herries
- 1852-1855  Sir Charles Wood
- 1855-1858  Robert Vernon Smith
- 1858-1858  Edward Law, 1:e earl av Ellenborough
- 1858-1858  Edward Stanley, 14:e earl av Derby